# Saverio Ferina
Saverio Ferina (Bisacquino, 12 marzo 1925 – Monreale, 14 novembre 2016) è stato un presbitero e letterato italiano.

## Biografia

### Formazione ecclesiastica
Nasce a Bisacquino (PA) da Filippo e Francesca Milazzo e viene battezzato dal Venerabile Mons. Giovanni Bacile il 29 marzo 1925. Entra nel Seminario arcivescovile di Monreale, dove compie gli studi ginnasiali e teologici in preparazione al sacerdozio. Viene ordinato sacerdote a 25 anni, il 30 aprile 1950, nella Cappella dell’arcivescovato di Monreale da S.E. Mons. Ernesto Eugenio Filippi.

### Incarichi pastorali
Dopo l'ordinazione presbiterale è nominato vicario cooperatore nella parrocchia di Santa Fara in Cinisi fino al 1 aprile 1952, quando diviene parroco della parrocchia di Santa Rosalia in Montelepre. Nel 2010 riceverà la cittadinanza onoraria di Montelepre “per essersi distinto nell’amore ai poveri e nello zelo dell’azione pastorale”.
Il 1 ottobre 1962 è nominato parroco della parrocchia di San Gioacchino in Partinico, dove si impegnerà nel restauro della chiesa, dei locali pastorali e a realizzare un oratorio festivo per i bambini della periferia.

### Impegno a Monreale
Nel 1971 è chiamato a Monreale come amministratore del Seminario Arcivescovile, sotto il rettorato di Mons. Francesco Sparacio. È nominato canonico del Capitolo metropolitano della Cattedrale di Monreale.
Nel settembre 1974 si iscrive alla Pontificia Università Lateranense di Roma, dove consegue la licenza in Teologia pastorale.
Il 5 novembre 1980 gli vengono affidate le rettorie della Chiesa di San Giovanni Decollato e della Chiesa di Maria SS. Addolorata al Calvario delle Croci in Monreale. Si prodigherà, in particolare, per il restauro e il recupero di quest’ultima, che oltre ad essere degradata, era stata profanata. La chiesa viene riaperta al culto dall’arcivescovo S.E. Mons. Salvatore Cassisa il 13 febbraio 1982 ed eretta a parrocchia il 15 settembre 1985.
Nel corso degli anni ricopre vari uffici ed incarichi diocesani, tra i quali: Amministratore ed Economo, Presidente dell’Istituto Sostentamento Clero, Cancelliere della Curia, Direttore dell’Archivio Storico Diocesano di Monreale, dal 2009 alla sua morte, succedendo al Prof. Giuseppe Schirò.
Le sue pubblicazioni su Monreale e la storia diocesana custodiscono elementi preziosi della memoria e delle tradizioni, frutto delle sue accurate ricerche archivistiche e documentarie.
A Monreale si occupa del restauro di varie chiese e cappelle, dentro e fuori dall’abitato; con grande tenacia si adopera particolarmente per il recupero dell’Abbazia di Santa Maria del Bosco, di cui fu insigne benefattore, perché tornasse a beneficio delle giovani generazioni e del Seminario arcivescovile di Monreale.

### Onorificenze
Il 16 febbraio 1990 viene nominato Cappellano di Sua Santità, da San Giovanni Paolo II e il 5 aprile 2000 è eletto Protonotario Apostolico.
Muore a Monreale, all'età di 91 anni, il 14 novembre 2016 ed il suo corpo riposa presso il cimitero di Bisacquino, sua città natale.